# 比売許曽神社

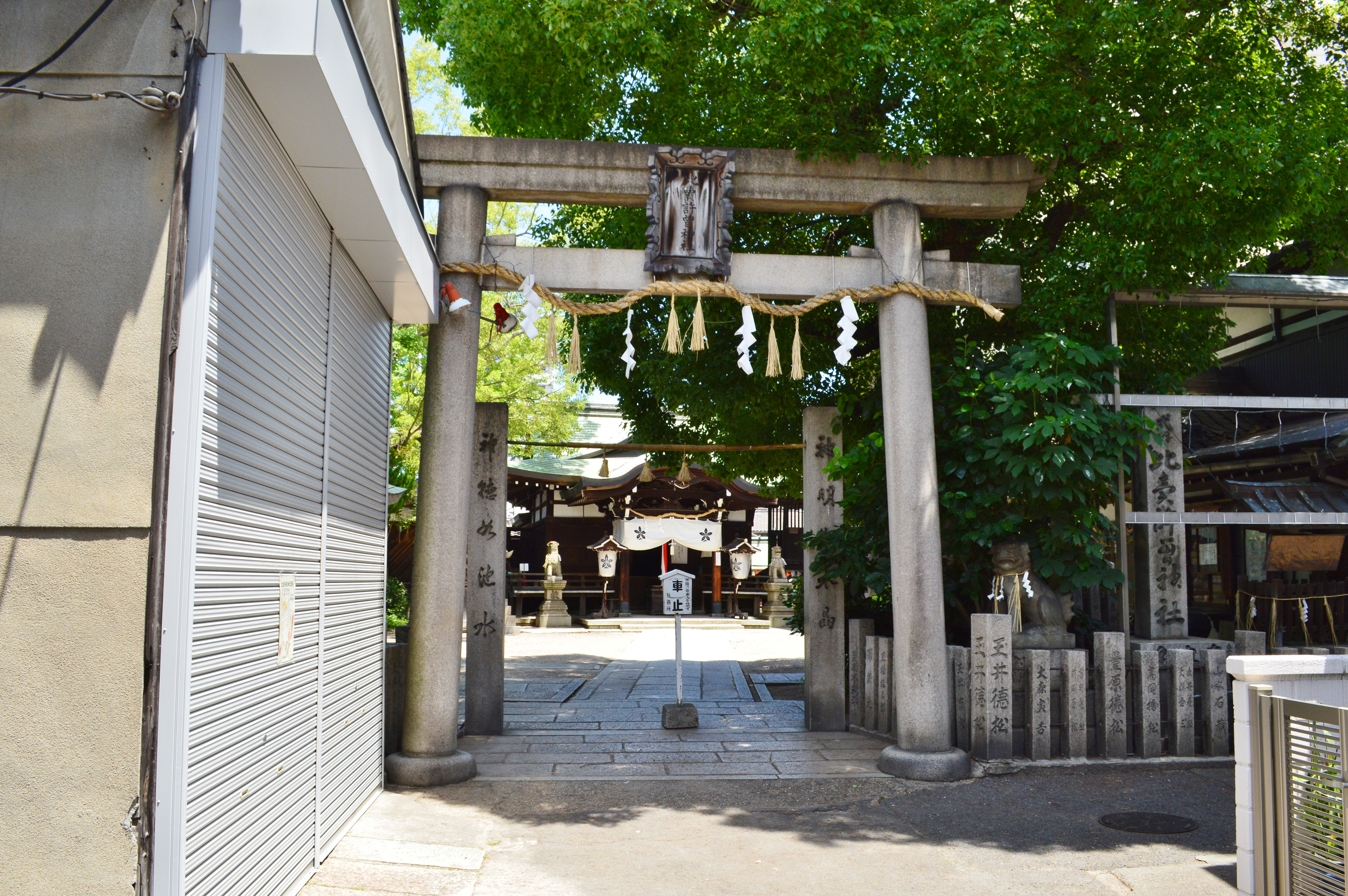
鳥居

比売許曽神社（ひめこそじんじゃ）は、大阪市東成区にある神社。旧社格は村社。式内名神大社「摂津国東生郡 比売許曽神社（下照比売社）」の論社の一社である（もう一社は高津宮摂社・比売古曽神社）。

## 祭神
- 主祭神 - 下照比売命
- 配祀神 - 速素盞嗚命、味耜高彦根命、大小橋命、大鷦鷯命、橘豊日命

## 歴史
社伝では、垂仁天皇2年7月に愛来目山（あくめやま、現・天王寺区小橋町一帯の高台）に下照比売命を祀り、「高津天神」と称したことに始まると伝えられる。顕宗天皇の時代に社殿が造営されたという。
『古事記』には、新羅から来た阿加流比売神が難波の比売碁曽の社に坐すと記されており、『日本書紀』にも同様の記述がある。ただし、『延喜式神名帳』では下照比売社が比売許曽神社であると記し、阿加流比売命を祀る赤留比売神社は住吉郡に記されている。
平安時代の延喜式神名帳では名神大社に列し、新嘗・相嘗の奉幣に預ると記載されている。当社の境外末社・産湯稲荷神社がある地がこの時代に鎮座していた地と推定されている。
天正年間（1573年 - 1592年）に織田信長による大坂本願寺攻め（石山合戦）の兵火に遭って社殿を焼失した。社伝では、焼失を免れた比売許曽神社の神体は、比売許曽神社の飛び地で摂社として祀られていた牛頭天王社の本殿に遷座したと伝えている。しかし、この話は事実かどうかは不詳である。以降、当社は比売許曽神社の摂社から独立し牛頭天王を主祭神とする牛頭天王社となった。
以後は比売許曽神社があった場所は荒廃し、比売許曽神社の本殿もどこにあったか不明となっていた。しかし、天明8年（1788年）にある者が比売許曽神社の旧記神宝を発見したと唱え、それに基づいて比売許曽神社の縁起が編纂されると牛頭天王社を式内・比売許曽神社に当て、下照比売命を祀ってこれを主祭神とし、当社は牛頭天王社から比売許曽神社へと社名を改め、比売許曽神社が再興された。ただ、『大阪府神社史資料』では、その縁起は「信ずべきものにあらず」と記されている。
1872年（明治5年）に村社に列せられている。

## 境内
- 本殿
- 幣殿
- 拝殿
- 土蔵
- 社務所

### 摂末社
- 白玉稲荷社
- 大国主神社
- 境外社
  - 産湯稲荷神社 - 比売許曽神社がかつてあった場所であるという。

## 文化財

### 大阪市指定有形文化財
- 比売許曽神社文書 一括 52点

## 所在地
- 大阪府大阪市東成区東小橋3丁目8-14

## アクセス
- 近鉄大阪線・近鉄難波線・近鉄奈良線・JR大阪環状線・大阪メトロ千日前線 鶴橋駅より徒歩約7分